# Roland Peters (Basketballspieler)
Roland Peters ist ein ehemaliger deutscher Basketballnationalspieler.

## Laufbahn
Peters rückte 1969 von der Jugend des MTV 1846 Gießen in die Herrenmannschaft in die Basketball-Bundesliga auf. In seinem ersten Jahr im „Basketball-Oberhaus“ wurde er mit den Mittelhessen Vizemeister. Zugleich war er ebenfalls noch in der Jugend einsatzberechtigt und erlangte mit den A-Junioren des MTV den deutschen Meistertitel.
Im Sommer 1970 gehörte Peters zu den Stammkräften der bundesdeutschen Juniorennationalmannschaft bei der EM in Athen, er wurde in sieben Turnierpartien aufgestellt und erzielte im Durchschnitt 10,9 Punkte je Einsatz, war damit zweitbester deutscher Werfer. 1972 gab Peters sein Länderspieldebüt in der bundesdeutschen A-Nationalmannschaft und sollte bis 1975 das Hemd des Deutschen Basketball Bundes tragen.
1975 und 1978 gewann der sprungstarke, 1,87 Meter große Flügelspieler mit Gießen die deutsche Meisterschaft, 1973 und 1979 gab es zudem Siege im DBB-Pokal. Er spielte bis 1981 in Gießens Bundesliga-Mannschaft, während er ein Hochschulstudium der Zahnmedizin absolviert und hernach als Zahnarzt tätig wurde.